# 程大利
程大利（1945年—），江苏徐州人，中国国画家，中国画学会副会长，中国国家画院院委、国画院研究员，中央文史研究馆馆员。